# Fiat 131

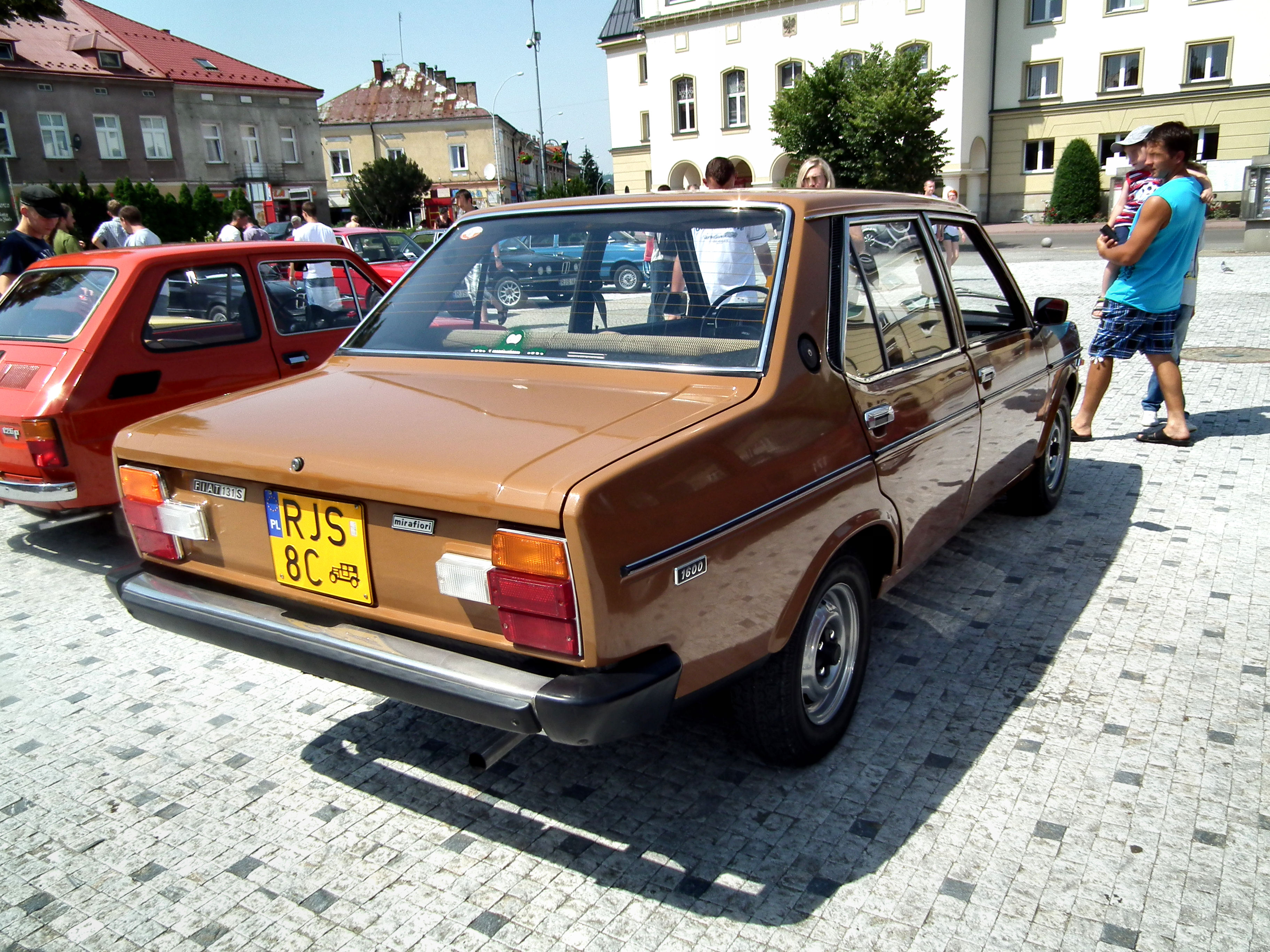
Heckansicht
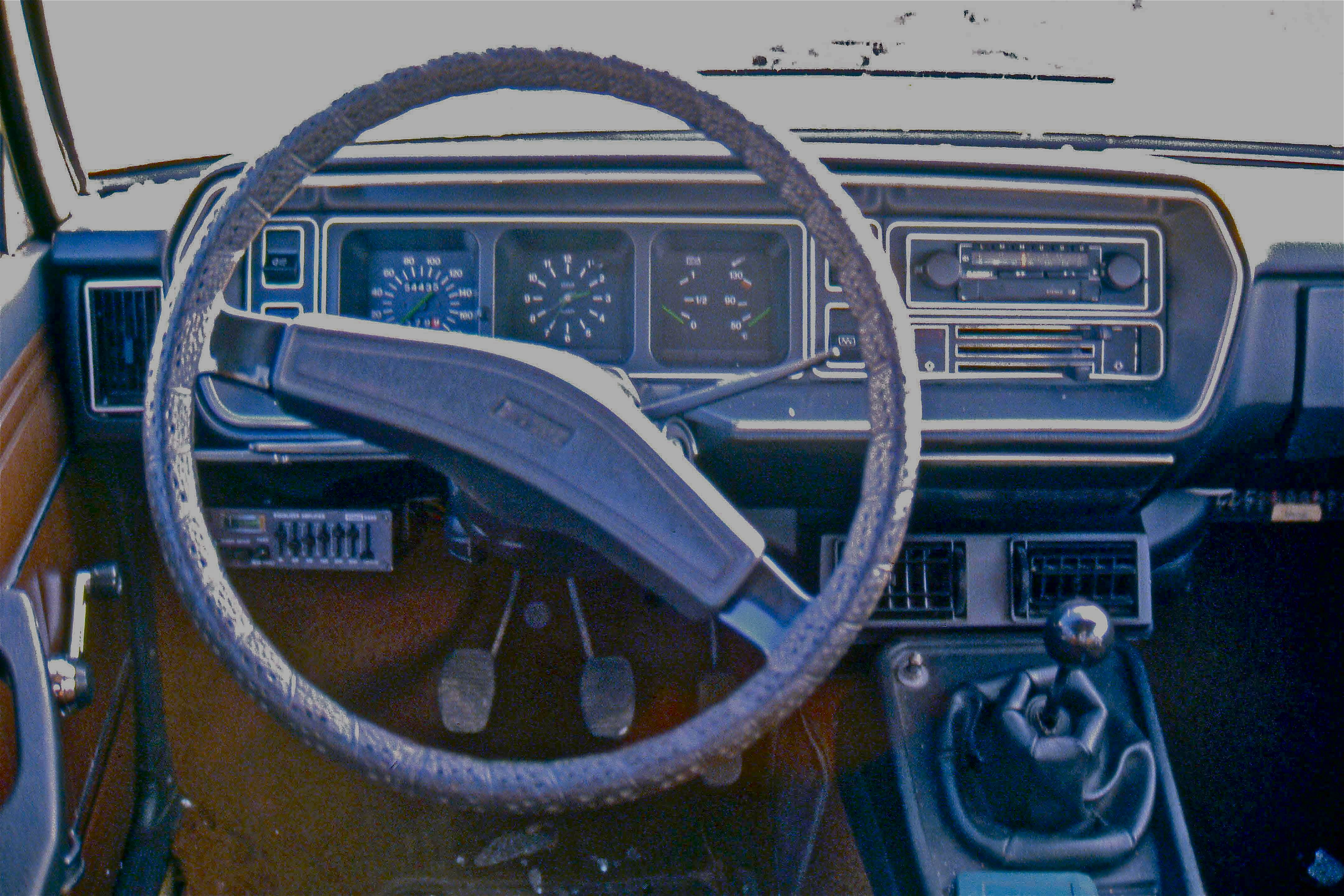
Armaturenbrett

Der Fiat 131 mirafiori ist ein Fahrzeug der unteren Mittelklasse des italienischen Automobilherstellers Fiat und wurde von Herbst 1974 bis Ende 1984 produziert.
Der 131 mirafiori  war das einzige Modell von Fiat mit einer numerischen Bezeichnung und einem zusätzlichen Namen in der Modellbezeichnung. Mirafiori ist der Name des Vororts von Turin mit dem Hauptstandort von Fiat, dem Mirafiori Complex. In den USA wurde er als Fiat Brava verkauft. In kleinen Stückzahlen gelangte er über das Unternehmen Genex auch in die DDR.
Der Antriebsstrang wurde im Wesentlichen vom Vorgänger Fiat 124 übernommen. Der vorn eingebaute Vierzylindermotor treibt über ein Vierganggetriebe und eine geteilte Kardanwelle die Hinterachse an. Sie ist starr und mit vier Längslenkern und einem Panhardstab geführt. Die Schraubenfedern sind  gemeinsam mit den Teleskopstoßdämpfern an der Achse montiert. Neu war die Vorderradaufhängung mit MacPherson-Federbeinen, Querlenkern und Stabilisator. Dazu gab es ein Bremssystem mit Scheibenbremsen vorn und Trommelbremsen hinten und eine Zahnstangenlenkung. Vom Motorblock des Fiat 124 abgeleitet wurde ein auf 1,3- beziehungsweise 1,6-l Hubraum aufgebohrtes Triebwerk mit hoch im Block liegender Nockenwelle (OHV-Steuerung) mit Zahnriemenantrieb entwickelt. Diese Kombination war neu und eher ungewöhnlich, sie fand auch im Fiat Campagnola II Anwendung.
Besondere Aufmerksamkeit wurde den Sicherheitsaspekten geschenkt. Drei horizontale Ringstrukturen im Wagenkörper verbesserten den Aufprallschutz ebenso wie Profilplanken in den Türen. Vorbild war hierbei Volvo. Der Tank war besonders geschützt zwischen Rücksitzbank und Kofferraum angeordnet. Die voluminösen Stoßfänger waren in Sonderausführung auch mit hydraulischen Stoßdämpfern erhältlich, sodass ein Aufprall aus bis zu 8 km/h ohne Schäden an der Karosserie einherging. Nachdem Fiat erhebliche Rostprobleme hatte, wurden die Vorkehrungen hier verbessert und eine Rostschutzgarantie von zwei Jahren gegeben.
Im Oktober 1974 wurde der 131 als zwei- und viertürige Stufenhecklimousine eingeführt. Diese erste Serie ist an kleineren Rechteck- (in der Basisausstattung) oder runden Doppelscheinwerfern, Heckleuchten in Form eines um 90 Grad gedrehten T und an verchromten Stoßfängern mit Kunststoffecken zu erkennen. Der 131 war das erste Fahrzeug, bei dem zur Beleuchtung einiger Elemente im Armaturenbrett (Schalter für Nebenfunktionen, Heizungsregulierung) eine zentrale Lichtquelle in Kombination mit Glasfaser-Lichtleitern eingesetzt wurde. 
Im März 1975 folgte noch die Kombivariante mit dem Namen Familiare. Wie die Limousine wurde der Kombi auch als Seat 131 verkauft.
Von Januar 1976 bis Juli 1980 entstand aus Homologationsgründen auf Basis der zweitürigen Limousine eine Kleinserie von 400 Fahrzeugen mit der Bezeichnung „131 Abarth Rally“ (auch „Abarth Stradale“ genannt), deren Karosserie von Bertone und deren Technik von Abarth modifiziert wurden. Dabei erhielten die Fahrzeuge einen 16V-Motor mit 1995 cm³ Hubraum, der in der Straßenversion 140 PS, in der Rallye-Werksversion bis zu 210 PS (Vergasermotor) bzw. 235 PS (Motor mit Kugelfischer-Einspritzanlage) leistete, sowie eine Hinterachse mit unabhängiger Radaufhängung.
- Heckansicht
- Armaturenbrett

## Modellpflege
Im März 1978 wurde eine erste Modellpflege am 131 vorgenommen. Von da an trug der 131 große rechteckige Scheinwerfer (außer die Racing-Modelle sowie die später erschienenen Diesel-Versionen, die runde Doppelscheinwerfer hatten), einen schwarzen Kunststoff-Kühlergrill, stärkere Kunststoff-Stoßfänger sowie größere rechteckige Rückleuchten. Der Kombi hieß von nun an Panorama. Im Juni 1978 folgte noch der „Racing“ (in Deutschland, Österreich und Großbritannien „Sport“) genannte Zweitürer. Wichtigste Neuerung war, dass die 1,3- und 1,6-Liter-Ottomotoren mit 57 kW und 71 kW der Supermirafiori-Modelle auf zwei obenliegende Nockenwellen umgestellt wurden. Sie werden von einem Zahnriemen angetrieben. Im Laufe der Modellgeschichte wurden nach und nach alle anderen im Fiat 131 eingebauten Ottomotoren auf obenliegende Nockenwellen umgestellt, 1981 gab es den Motor mit seitlicher Nockenwelle nur noch in der schwächsten Version des als Panorama bezeichneten Kombis.

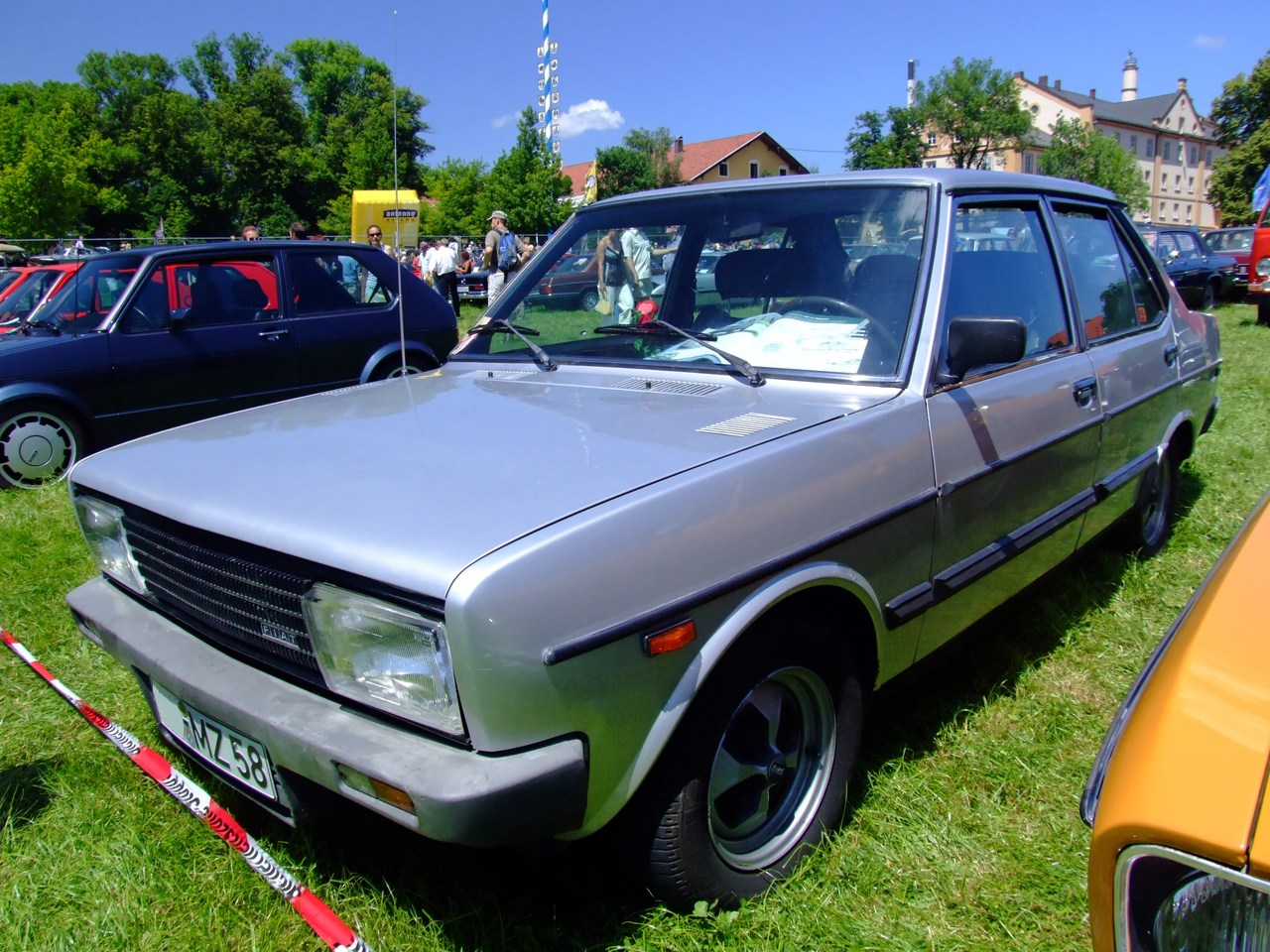
Fiat 131 Supermirafiori (1978–1981)
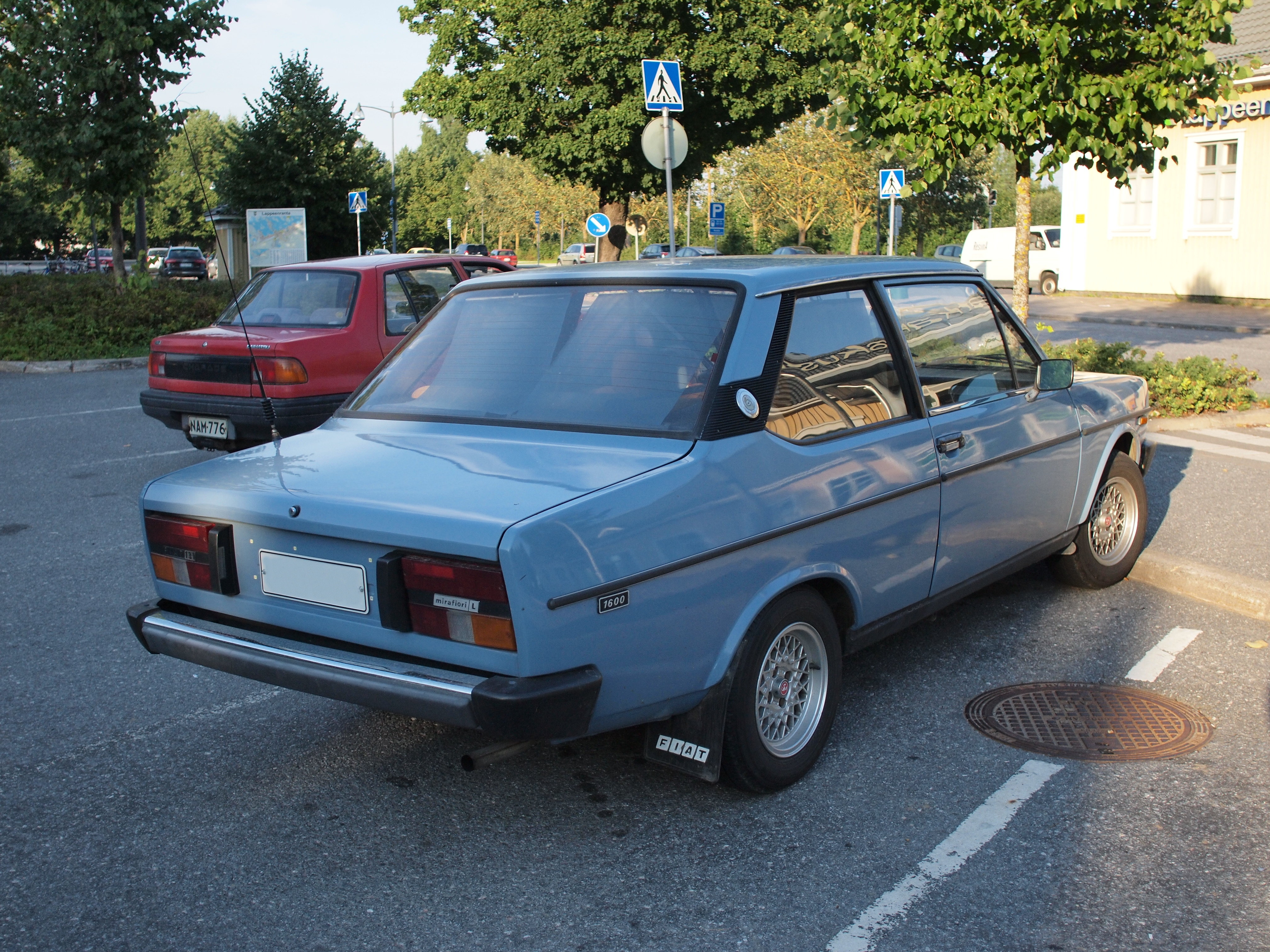
Fiat 131 Zweitürer (1978–1981)
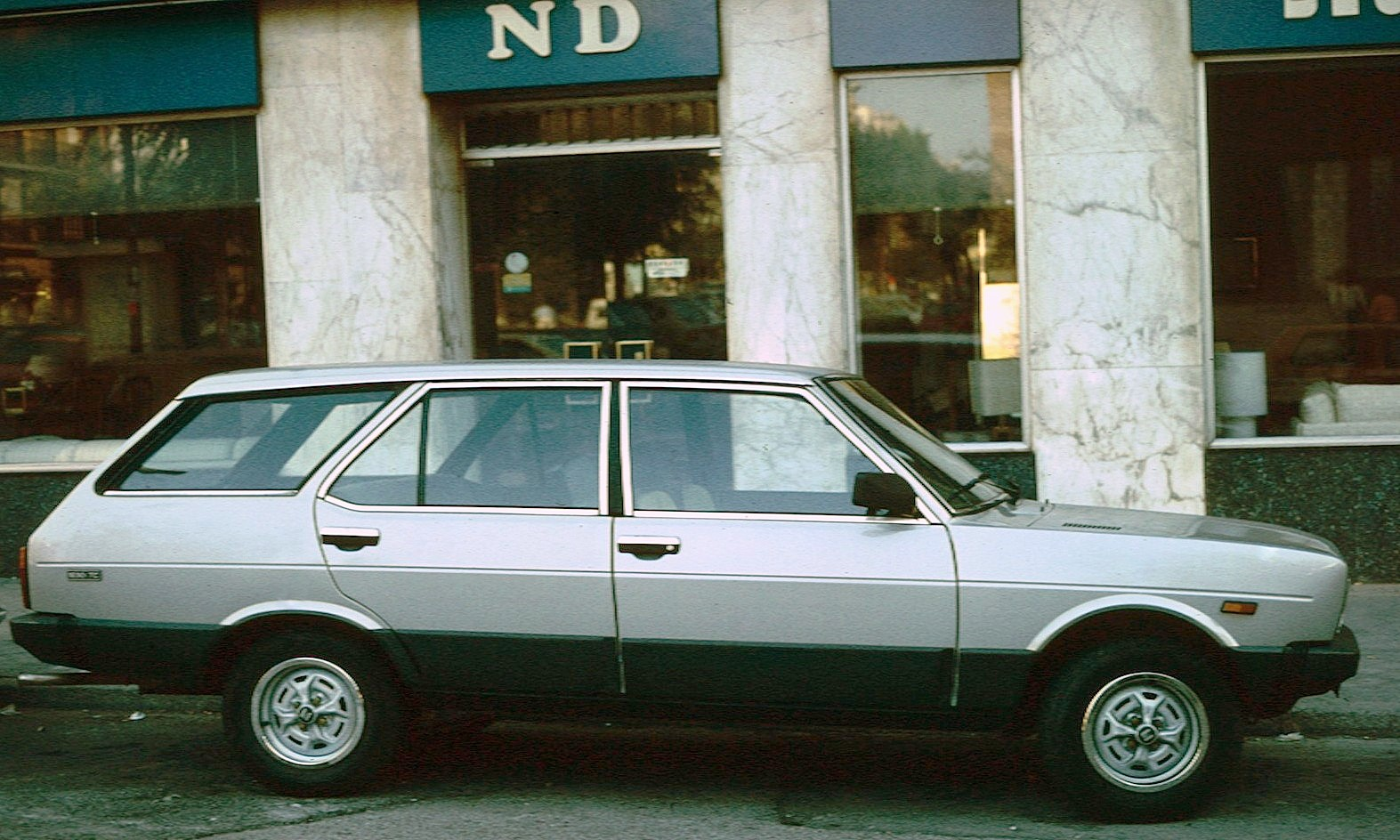
Fiat 131 Panorama (1978–1981)
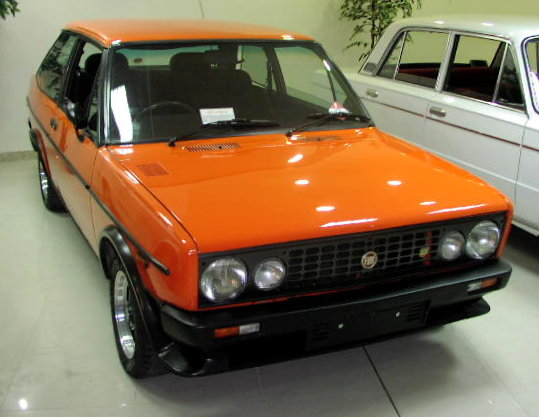
Fiat 131 2000 TC Racing (1978–1982)

Die dritte und letzte Serie erschien im April 1981. Erkennbar sind jene Modelle an noch mehr Kunststoff an der Karosserie und an einem neuen Armaturenbrett. Von da an hatten alle Fiat-131-Modelle ein serienmäßiges Fünfgang-Getriebe (5speed) und in der „Supermirafiori“-Version eine reichhaltige und für die damalige Zeit überdurchschnittliche Serienausstattung, die unter anderem elektrische Fensterheber vorne und eine elektrische Zentralverriegelung umfasste. Im Januar 1982 fiel der 131 Sport wieder aus dem Programm.
Etwa 200 zweitürige „Sport“-Karosserien wurden nach Produktionsende in das Abarth-Werk Corse Marche gebracht, wo eine Kleinserie „131 Racing Volumetrico Abarth“ entstand, zusammen mit einer Kleinserie „131 Supermirafiori Volumetrico Abarth“ auf Basis der gerade angelaufenen dritten Serie des Supermirafiori. Diese Fahrzeuge waren mit einem Kompressor ausgerüstet und leisteten 103 kW (140 PS). Die Volumetrico-Varianten waren nur im Jahr 1981 in Italien erhältlich. Insgesamt wurden von der zwei- und viertürigen Version zusammen etwas über 200 Stück gebaut.
Im September 1983 erschien die auf dem Fiat Ritmo basierende Stufenhecklimousine Regata, die den 131 nach dessen Produktionsende im Dezember 1984 komplett ablöste. Drei Monate zuvor kam auch der Regata Weekend auf den Markt.
Nachfolger des Fiat 131 Mirafiori wurde der im Spätsommer 1983 erschienene Fiat Regata mit Frontantrieb und Quermotor, für den Seat 131 Mirafiori war es ab Anfang 1985 der Seat Malaga, der eine von Fiat unabhängige Entwicklung ist, sich aber am Regata orientiert.

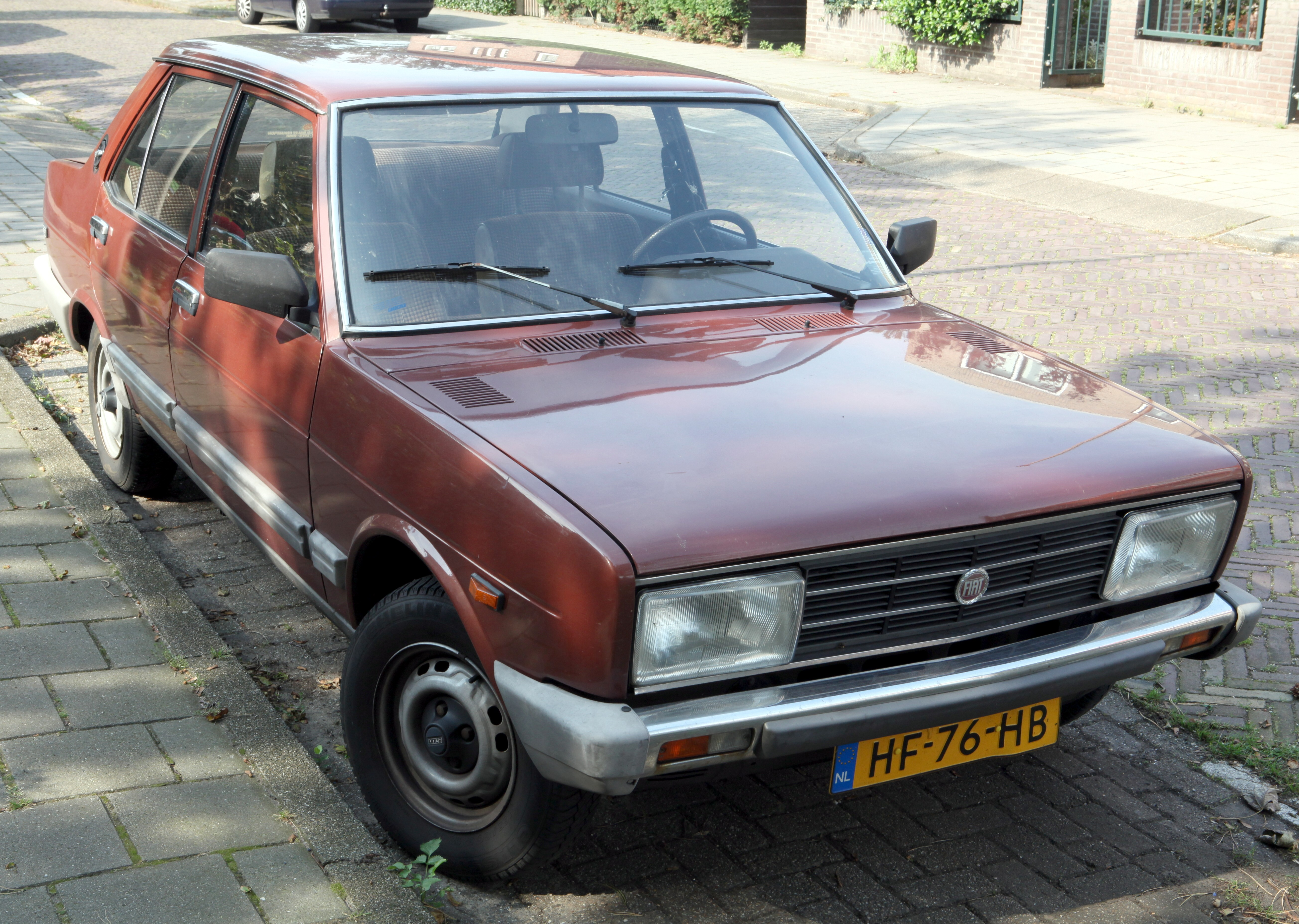
Fiat 131 Mirafiori (1981–1984)
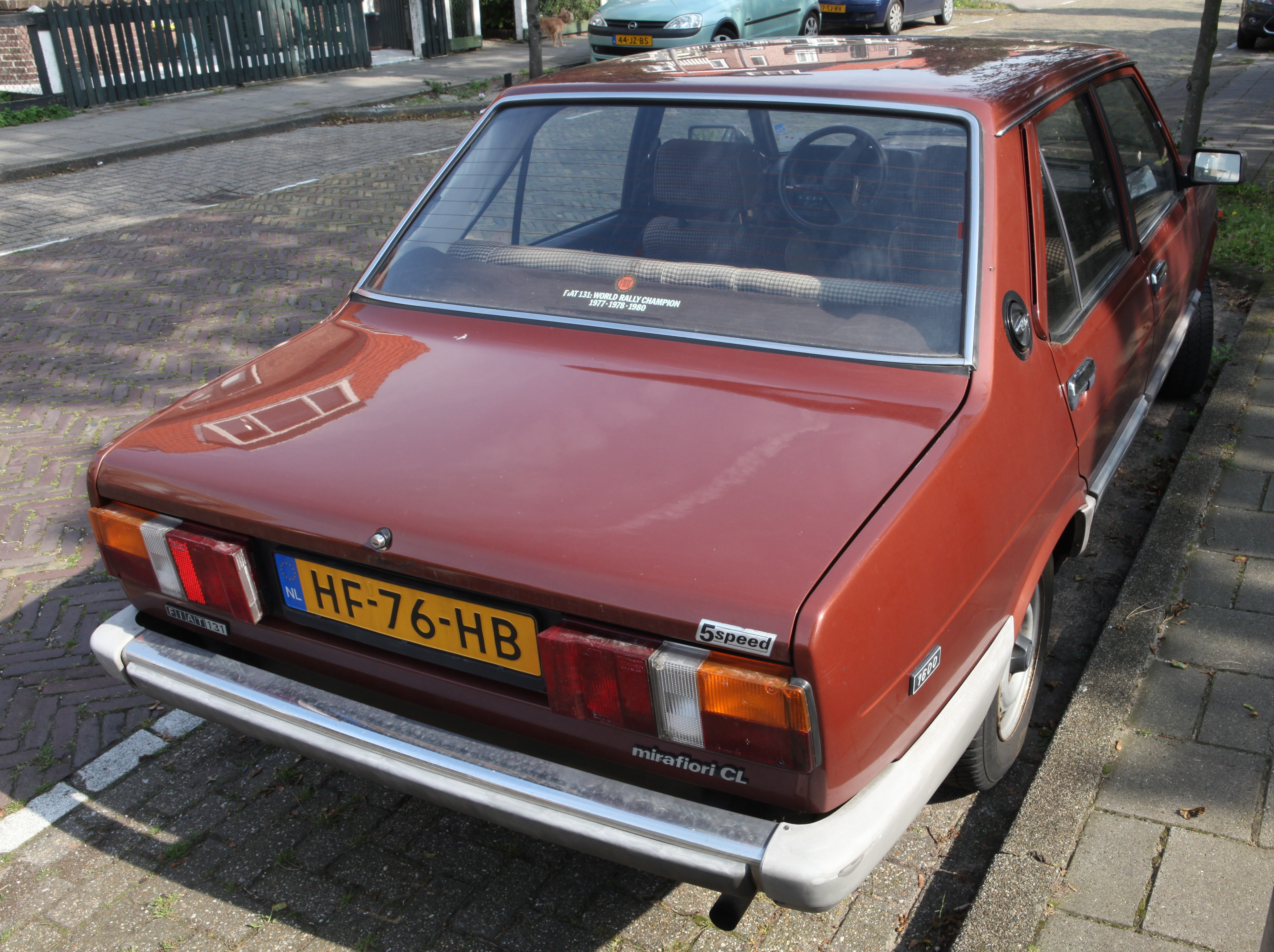
Heckansicht
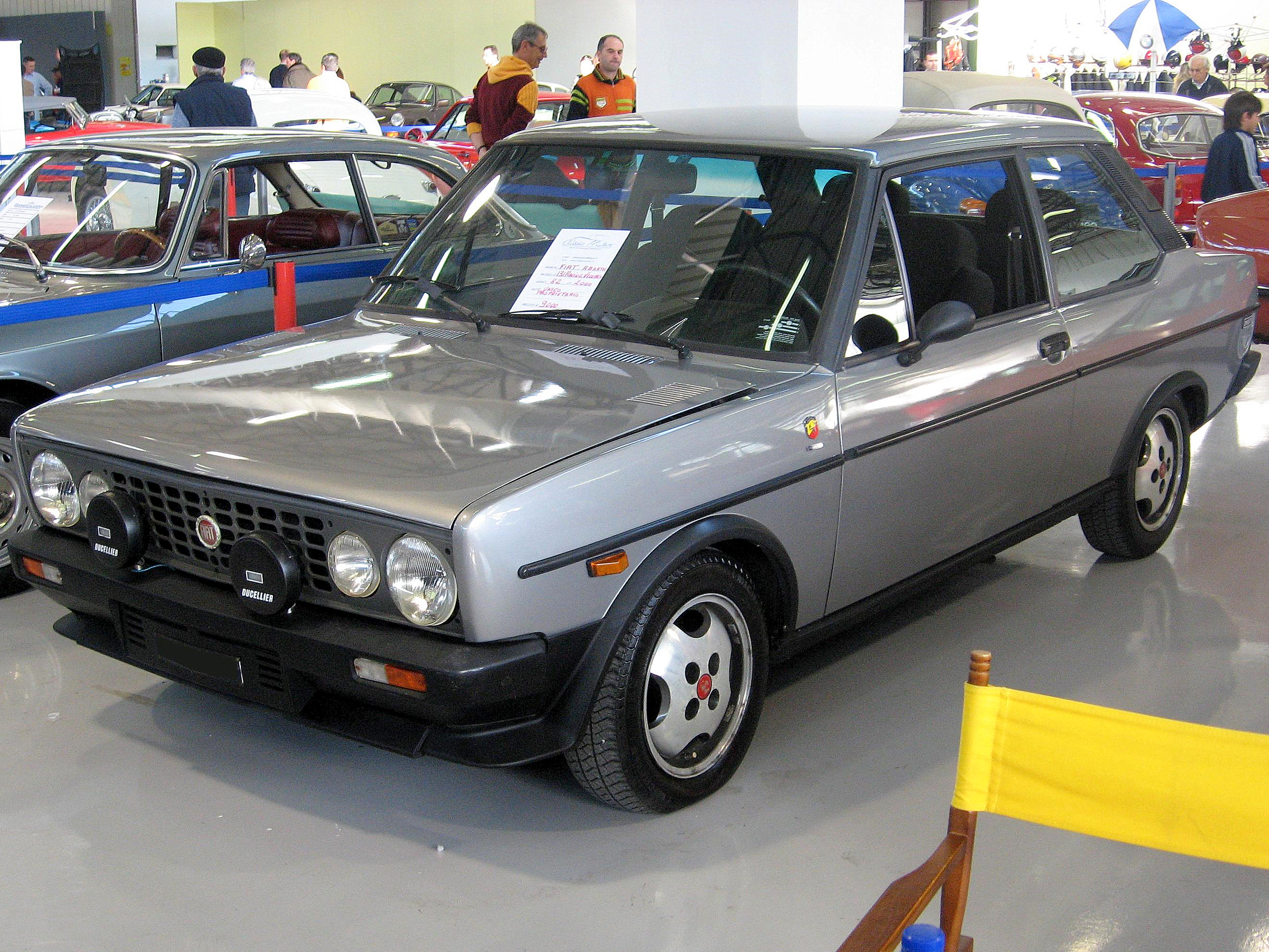
Fiat 131 Racing Volumetrico Abarth (1981)

## Karosserie
Es wurden zwei Karosserievarianten gebaut:
- Limousine mit zwei und vier Türen
- Kombi Familiare (ab 1978 Panorama) mit fünf Türen

## Motorvarianten

### Ottomotoren
- 1,3 l Hubraum: 48 kW/65 PS (ausländischer Markt)
- 1,3 l Hubraum: 40 kW/55 PS (deutscher Markt)
- 1,4 l Hubraum: 51 kW/70 PS (CL)
- 1,4 l Hubraum: 55 kW/75 PS (Super, Supermirafiori)
- 1,6 l Hubraum: 55 kW/75 PS (CL)
- 1,6 l Hubraum: 63 kW/85 PS (Super)
- 1,6 l Hubraum: 71 kW/98 PS (Super, Supermirafiori)
- 2,0 l Hubraum: 83 kW/113 PS (Super)
- 2,0 l Hubraum: 85 kW/115 PS (Racing, Sport)
- 2,0 l Hubraum: 110 kW/150 PS (Abarth Rally, Volumetrico Abarth)

### Diesel
- 2,0 l Hubraum: 44 kW/60 PS (Super) (SOFIM-8140-Motor)[4]
- 2,5 l Hubraum: 53 kW/72 PS (Super) (SOFIM-8140-Motor)[5]

### Ausstattungsvarianten
- 131 Mirafiori
- 131 S Mirafiori
- 131 Mirafiori CL
- 131 Mirafiori Super
- 131 Supermirafiori
- 131 Gala mirafiori (Sondermodell)
- 131 Racing/Sport (je nach Markt)
- 131 Abarth Rally
- 131 Volumetrico Abarth
- 131 Volumetrico Racing Abarth
- 131 Mirafiori L

## Verwandte Modelle
Lizenzversionen des 131 wurden bei Seat (Spanien) und bei Tofaş (Türkei) in mehr oder weniger modifizierter Form gebaut. Von 1976 bis 2001 wurde der Tofaş in der Türkei unter dem Modellnamen Murat 131, später in der einfachen Version als Şahin (S, 1,6 i. e.), in der gehobenen Version als Doğan (L, SL, SLX, 1,6 i. e.) und in der Kombiversion als Kartal angeboten.
Montiert wurde der 131 von Holland Car (Äthiopien) (Holland Car DOCC), aber auch in Ägypten, Venezuela und weiteren Ländern.

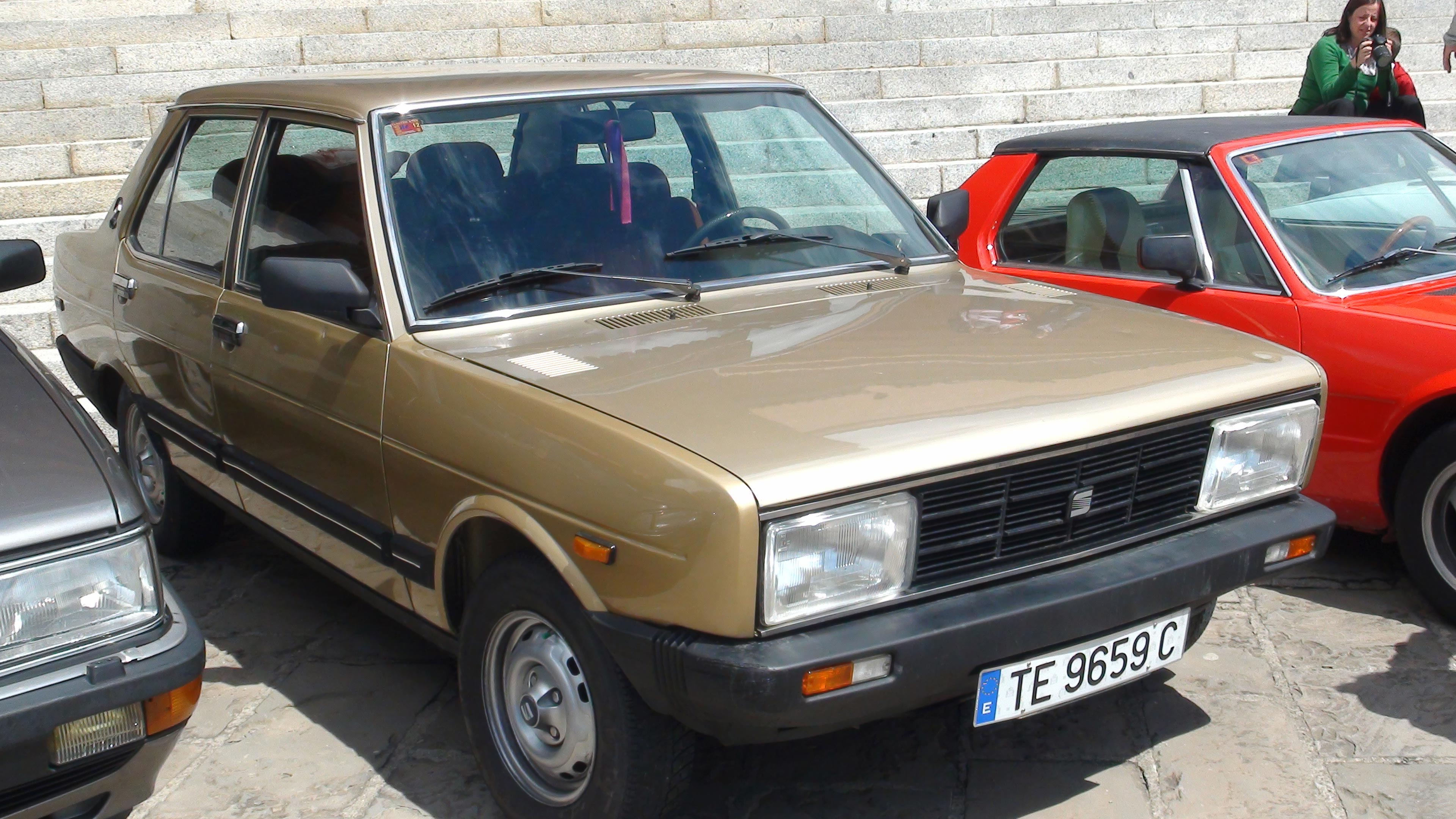
Seat 131
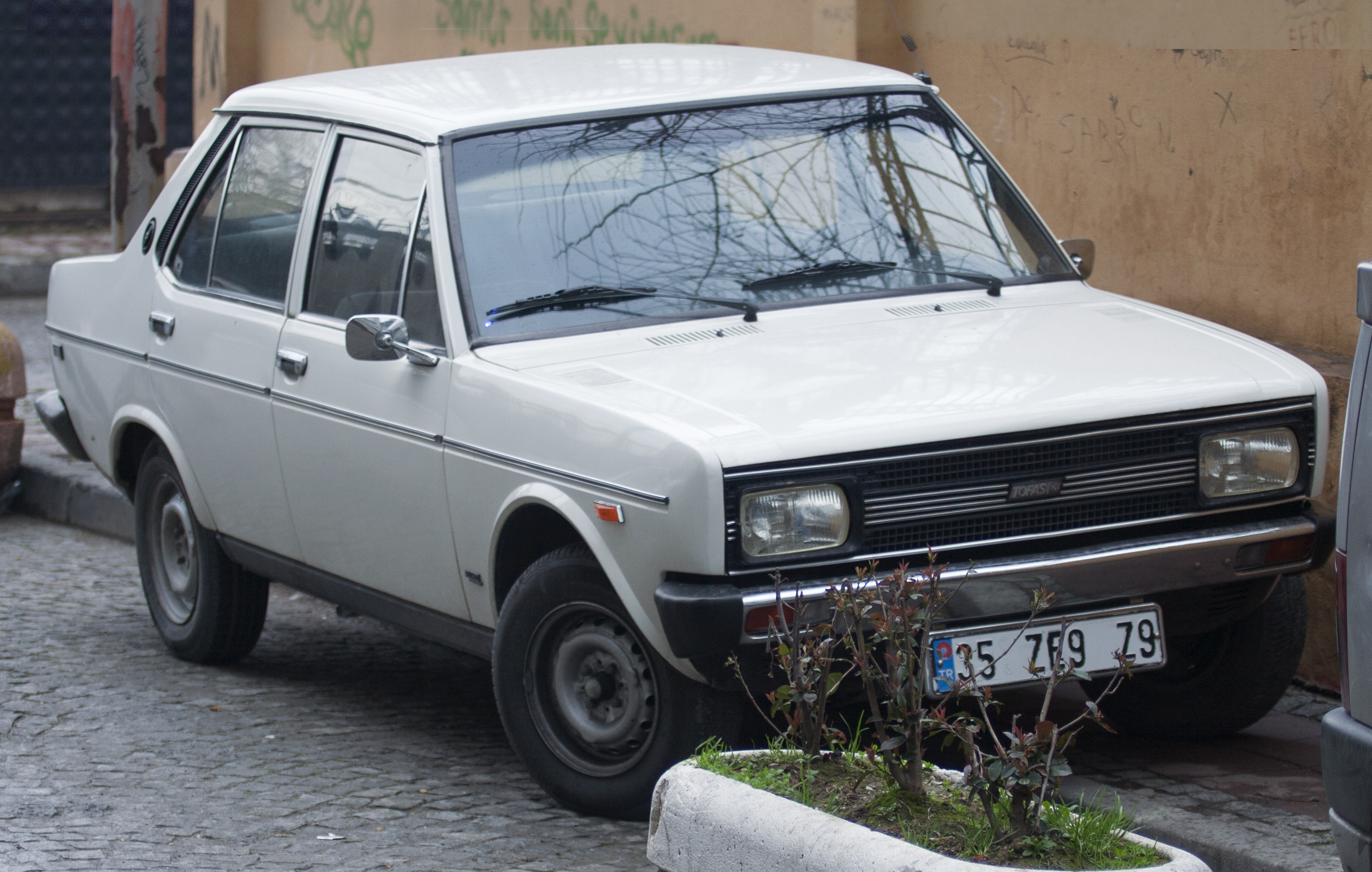
Tofaş Murat 131
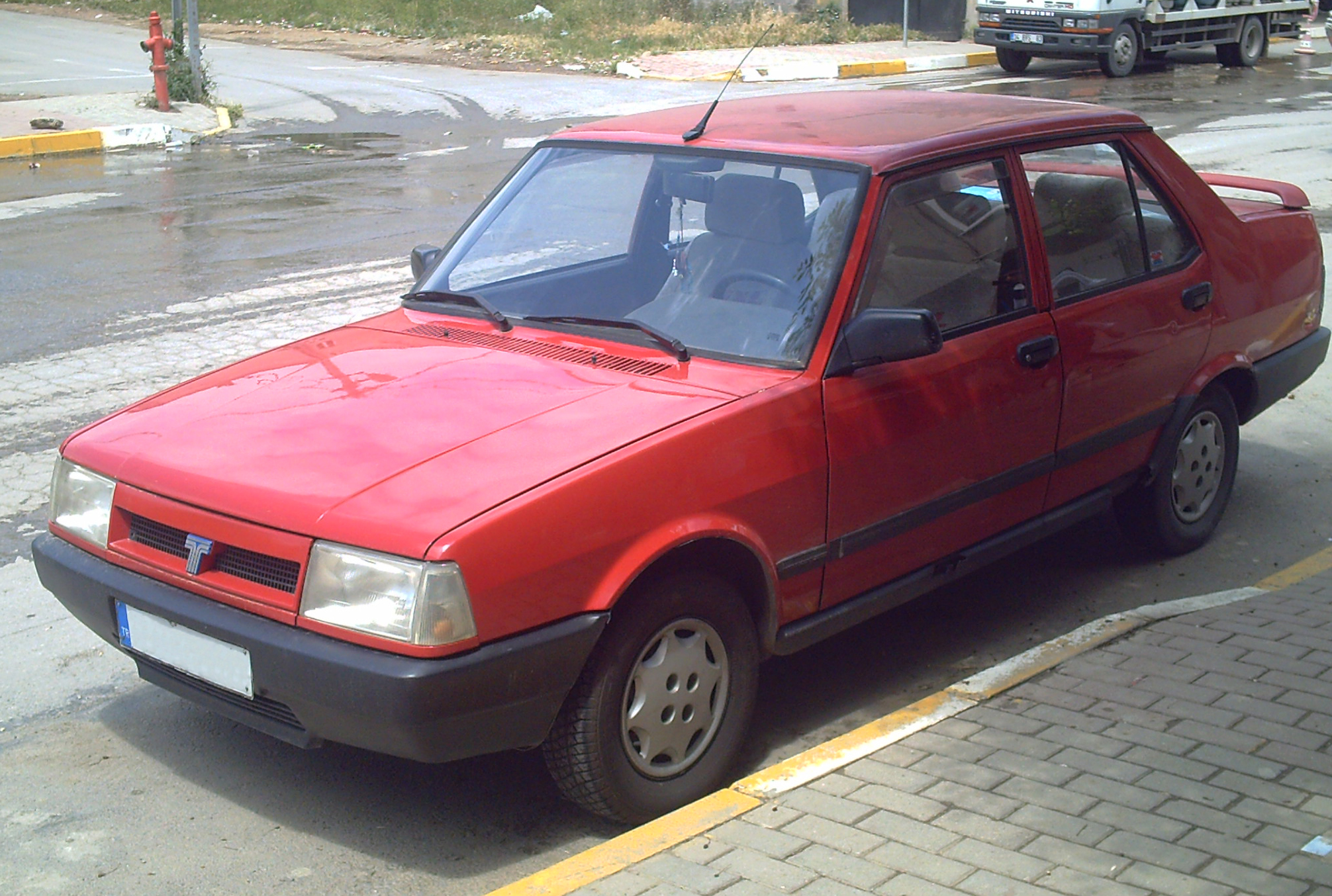
Tofaş Doğan (1994)

## Motorsport

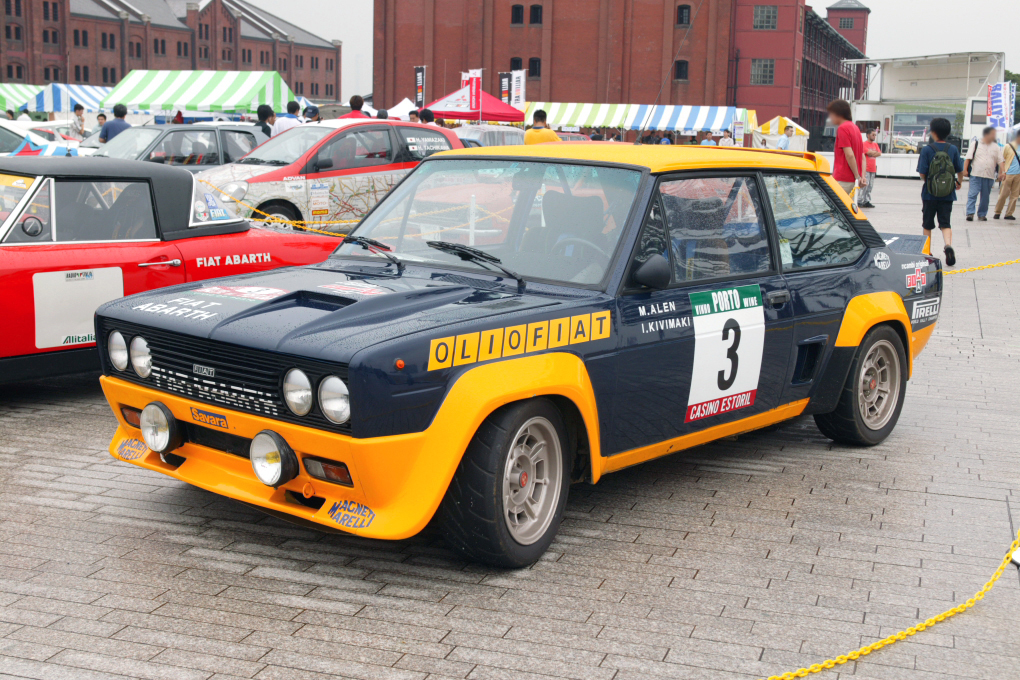
Fiat 131 Abarth

Der Fiat 131 wurde auch im Motorsport bei Rallyes eingesetzt. Fiat gewann mit dem 131 Abarth Rally in den Jahren 1977, 1978 und 1980 die Marken-Weltmeisterschaft.
In der Saison 1980 wurde Walter Röhrl mit dem Fiat 131 Abarth Rally das erste Mal Rallye-Weltmeister.
Der Fiat 131 Abarth Rally wurde in Kooperation mit Bertone in 400 Exemplaren gebaut. Dazu wurden zweitürige Rohkarosserien in Mirafiori vom Fließband genommen und bei Bertone mit Kunststoffteilen für Kotflügel vorn und hinten, Kofferraumdeckel und Motorhaube komplettiert. Weiter brachte Bertone Haltestreben und Versteifungen für die hintere Einzelradaufhängung dieser Sportvariante an. Anschließend wurden die Fahrzeuge lackiert und mit einer Innenausstattung versehen, danach in das Fiat-Werk Rivalta transportiert und dort mit Antriebs- und Fahrwerkstechnik komplettiert.
Als Antrieb diente eine weiterentwickelte Version des 16V-Lampredi-Motors aus dem Fiat 124 Spider Abarth, die in der gebauten Kleinserie über zwei Liter Hubraum, einen Doppelvergaser und 140 PS verfügte. Das Getriebe stammte vom Serien-131, jedoch wurden die Synchronringe ausgebaut, weil das Rallye-Reglement ein unsynchronisiertes Getriebe, wie es im Motorsport bevorzugt wird, nur erlaubte, wenn alle 400 gebauten Homologationsexemplare ebenfalls ein unsynchronisiertes Getriebe hatten. Außerdem wurde an der Vorderachse die unterdimensionierte Bremsanlage des Fiat 127 eingebaut. Damit war die Alltagstauglichkeit der Homologationsexemplare stark eingeschränkt, was aber für den Wettbewerbseinsatz keine Rolle spielte, da dafür die genannten Bauteile ohnehin durch Motorsport-Teile ersetzt wurden.
Die Hinterachse war eine weiterentwickelte Variante aus dem 124 Abarth Spider mit Querlenkern, Längslenkern und Federbeinen, das Differential war von dem des Fiat 130 abgeleitet, hatte aber ein Aluminiumgehäuse.
Im Sporteinsatz konnte der Fiat 131 Abarth Rally durch sein sehr gutes Fahrverhalten überzeugen, vor allem hatte er eine gute Traktion und hatte dadurch entscheidende Vorteile in diesem Punkt gegenüber dem Ford Escort RS. Die Schwachstelle des 131 Abarth Rally im Wettbewerbseinsatz war stets sein Motor, der auch nach Modifikationen wie Umstellung auf Trockensumpfschmierung und Einspritzung niemals mehr als 176 kW (240 PS) leistete, während der Motor des Ford Escort RS1800 zu dieser Zeit 191 bis 206 kW (260 bis 280 PS) im Wettbewerb abgab.

## Der Fiat 131 im Film
Im Film „Le Professionnel“ („Der Profi“) mit Jean-Paul Belmondo aus dem Jahr 1981 gibt es eine längere Verfolgungsjagd, in der der Protagonist einen (damals brandneuen) Fiat 131 der dritten Serie fährt.